# Jaroslav Benák
Jaroslav Benák (Havlíčkův Brod, 3 aprile 1962) è un ex hockeista su ghiaccio cecoslovacco.

## Palmarès

### Olimpiadi
- 1 medaglia:
  - 1 argento (Sarajevo 1984)